# New Divide
Singles de Linkin Park
Leave Out All the Rest The Catalyst
New Divide est un single du groupe de rock alternatif Linkin Park, sorti le 18 mai 2009. Il a été composé pour la bande-son du film Transformers 2 : la Revanche, sorti le 24 juin 2009.
Ce single n'est pas inséré dans leur album suivant paru le 13 septembre 2010, A Thousand Suns.
Le clip a été tourné dans une grotte construite en studio et a été dirigé par Joe Hahn le DJ du groupe. Le tournage s'est déroulé sur 2 jours. On peut y voir des extraits du film Transformers 2 : la Revanche et des séquences où le groupe joue la musique. Le clip a nécessité l'usage de caméra thermique, mais aussi de nombreux effets spéciaux et de multiples acrobaties.
Le groupe a collaboré avec le musicien du film Steve Jablonsky, pour une musique du film. Ce morceau, "NEST", commence avec la montée de sample qu'on entend au milieu de New Divide, suivi d'un orchestre de violon qui interprète la mélodie de New Divide .
Le single de New Divide s'est déjà vendu à 1 000 000 exemplaires minimum puisqu'il a été classé disque de platine aux États-Unis.
Le clip New Divide a été vu sur YouTube plus de 601 millions de fois à ce jour.
Ce titre est un des titres les plus vendus du groupe "Linkin Park"

## Succès
New Divide débute à la 6e position aux États-Unis, et est le plus grand succès du groupe depuis "In the End" en 2002. La deuxième semaine, elle baisse fortement à la 39e position, mais remonte dans le top 10 avec la sortie de "Transformers 2 : La Revanche". Il a également été un succès dans les autres pays du monde.

## Classements hebdomadaires
| Classement (2009)                       | Meilleure position |
| --------------------------------------- | ------------------ |
| Allemagne (GfK Entertainment)           | 4                  |
| Australie (ARIA)                        | 3                  |
| Autriche (Ö3 Austria Top 40)            | 2                  |
| Belgique (Wallonie Ultratop 50 Singles) | 32                 |
| Finlande (Suomen virallinen lista)      | 3                  |
| Canada (Canadian Singles Chart)         | 3                  |
| États-Unis (Billboard Hot 100)          | 6                  |
| Irlande (IRMA)                          | 21                 |
| Italie (FIMI)                           | 19                 |
| Nouvelle-Zélande (RMNZ)                 | 2                  |
| Pays-Bas (Single Top 100)               | 68                 |
| Royaume-Uni (UK Singles Chart)          | 19                 |
| Royaume-Uni (UK Rock Chart)             | 1                  |
| Suède (Sverigetopplistan)               | 13                 |
| Suisse (Schweizer Hitparade)            | 7                  |

## Certifications
| Pays                    | Certification | Unités certifiées |
| ----------------------- | ------------- | ----------------- |
| Allemagne (BVMI)        | Or            | 150 000           |
| Australie (ARIA)        | Platine       | 70 000            |
| États-Unis (RIAA)       | 3 × Platine   | 3 000 000         |
| Italie (FIMI)           | Or            | 35 000            |
| Nouvelle-Zélande (RMNZ) | Platine       | 15 000            |
| Royaume-Uni (BPI)       | Or            | 400 000           |